# Ottogi
Ottogi Co., Ltd. — южнокорейская продовольственная компания со штаб-квартирой в Аняне, провинция Кёнгидо.

## История
Компания Ottogi была основана в мае 1969 года. Первым продуктом Ottogi была смесь специй карри для корейской версии японского карри. Карри появилось в Корее как блюдо в 1940-х годах, когда Корея была японской колонией, но стало популярным только благодаря продукции Ottogi. Компания Ottogi также впервые в Корее произвела кетчуп и майонез в 1971 и 1972 годах соответственно. В 1981 году Ottogi запустила производство готового карри, которого за первый год было продано более 4 миллионов штук. После того, как Ottogi вышла на фондовую биржу в августе 1994 года, её общий объём продаж превысил 1 триллион вон в 2007 году и превысил 2 триллиона вон в 2017 году. У компании есть дочерние предприятия, такие как Ottogi Ramyon Co. Ltd., Ottogi Sesame Mills Co. Ltd., Ottogi Frozen Foods Co. Ltd. и другие.

## Продукция
Продукция компании включает карри, приправы, соусы, порошки, заменители домашней еды, реторт-пакеты, обезвоженные продукты, продукты переработки зерна, рыбу, продукты животноводства, лапшу, пищевые масла, специи, чай и многое другое.

## Международные операции
Компания работает в более чем 100 странах мира. Кроме того, у неё есть 4 международных филиала в Китае, Вьетнаме, Новой Зеландии и США.